# Jason Turner
Jason Turner (Rochester, 31 gennaio 1975) è un tiratore a segno statunitense.

## Palmarès

### Olimpiadi
- 1 medaglia:
  - 1 bronzo (Pechino 2008 nella pistola 10 m aria compressa)